# 第2軍 (ドイツ軍)
第2軍（だい2ぐん、独Deutsche 2. Armee）は、第一次世界大戦、第二次世界大戦時のドイツ軍の部隊である。

## 第一次世界大戦
第一次世界大戦中、第2軍は西部戦線で戦い、1914年8月のシュリーフェン計画に基づく、フランス・ベルギーへの攻勢に参加した。司令官カール・フォン・ビューロウ、参謀長オットー・フォン・ラウエンシュタインの下で第2軍は戦争を早期に終了させるため、第1軍がパリを包囲するのを支援する任務を与えられた。第2軍はベルギーのナミュール要塞を包囲し、これを攻略した。
1914年8月23-24日のシャルルロワの戦いでシャルル・ランレザック率いるフランス第5軍と戦い、29-30日はサン・カンタンで再び戦った。
後のソンムの戦いで所属部隊の多くが全滅した。

### 司令官
| 着任       | 離任      | 階級（当時） | 氏名                                 |
| ---------- | --------- | ------------ | ------------------------------------ |
| 1914年     | 1915年3月 | 大将         | カール・フォン・ビューロウ           |
| 1916年12月 | 1918年9月 | 大将         | ゲオルグ・フォン・デア・マルヴィッツ |

## 第二次世界大戦
1939年10月20日、マクシミリアン・フォン・ヴァイクス大将の元、第2軍は設立された。初期はフランスに駐屯しており、バルカン半島攻略時には作戦に参加した。その後、1941年にはバルバロッサ作戦では中央軍集団に所属した
1945年、第2軍は西プロイセンで防衛戦を行い、5月9日、降伏した。

### 司令官
| 着任           | 離任          | 階級（当時） | 氏名                               |
| -------------- | ------------- | ------------ | ---------------------------------- |
| 1939年10月20日 | 1942年6月13日 | 騎兵大将     | マクシミリアン・フォン・ヴァイクス |
| 1942年6月14日  | 1943年2月3日  | 歩兵大将     | ハンス・フォン・ザルムート         |
| 1943年2月4日   | 1945年3月9日  | 大将         | ヴァルター・ヴァイス               |
| 1945年3月10日  | 1945年5月9日  | 装甲兵大将   | ディートリヒ・フォン・ザウケン     |